# Lednické Rovne
Lednické Rovne (em húngaro: Lednicróna; alemão: Lednitz Rowne) é um município da Eslováquia, situado no distrito de Púchov, na região de Trenčín. Tem 10,75 km² de área e sua população em 2018 foi estimada em 4.007 habitantes.

## Demografia
| Ano:        | 1994 | 2004   | 2014   | 2024   |
| ----------- | ---- | ------ | ------ | ------ |
| Broj ljudi: | 4004 | 4209   | 4097   | 3844   |
| Razlika:    |      | +5,11% | -2,66% | -6,17% |

| Ano:               | 2023 | 2024   |
| ------------------ | ---- | ------ |
| Número de pessoas: | 3869 | 3844   |
| Diferença:         |      | -0,64% |